# 旋法
旋法（せんぽう、英語：musical mode、モード）とは、旋律の背後に働く音の力学である。
一般に旋法は音階を用いて記述されるので、音階と混同されがちであるが、音階が単に音を音高により昇順あるいは降順にならべたものであるのに対し、旋法は主音あるいは中心音、終止音、音域などの規定を含む。
旋法は特殊化した音階、あるいは一般化した旋律として定義できる。

## 様々な旋法
西洋音楽
- 古代ギリシアの旋法
- 教会旋法

中東
- アラブ音楽のマカーム
- ペルシア音楽のダストガー

アジア
- インド音楽のラーガ
- 雅楽の調
- 呂旋法、律旋法
- 陽旋法（田舎節）、陰旋法（都節）
- 中国の調式
- ジャワ音楽のララス、パトゥッ（パテット）

近、現代に体系化された旋法
- 移調の限られた旋法

## ポピュラー音楽における用法
1950年代終わりから1960年代に入る当初、マイルス・デイヴィスなどによって、研究やトライアルの末、積極的にジャズにも取り入れられ、特に即興演奏（アドリブ）に効果を発揮した。ビバップやハード・バップからモード・ジャズ（modal jazz）中心へと移ることにより、それまでの「劇的ではあっても、和音進行（コード進行）から導き出されるスケールの限界」、または、「和音の構成音に縛り付けられパターン化されたフレーズ作りやアドリブ」から解放され、モード奏法の確立によって、「地味に陥る危険性をはらみながらも、自由な発想でアドリブ演奏ができる」ようになったといえる。

### 分類
現在、コンポージット・モードを除けば、モードと呼ばれるものは7種類（アイオニアン、ドリアン、フリジアン、リディアン、ミクソリディアン、エオリアン、ロクリアン）あり、大きく分けると「長旋法」と「短旋法」とに分けることができる。しかし、実際にはそのバリエーションも多い。また、使用頻度の少ないもの、モードジャズ以外のポピュラー音楽で（スケールとして）用いた場合に、対応性のあまりないものや、違和感のあるものも含まれる。
和音構成音において、基音（ルート）に対して、長短3度のどちらの音がその和音に含まれているかによって、その和音の長短が判別されるのと同様、モードにおいても、それぞれの音列の1度の音に対して、長短3度の音のうち、どちらの音が含まれているかによってこれらの多くは分類される。
ジャズでは、モードを調として使用する場合に、音の配列がMajor Scale（長音階）と同じ「アイオニアン」を除いた6つを「モード」と定義することが多い。モードの使用は、従来の狭義の調性（長調と短調）から脱却しようとする試みなので、あまりにも従来の調性である長調を感じさせるアイオニアンは使用されない。エオリアンは自然短音階と同一であるが、従来の調性音楽においては和声的短音階あるいは旋律的短音階を使用することが圧倒的に多いため、モードとして使用される。一方、モードを調として使用しない場合、つまりあるコードのアベイラブル・ノート・スケールを説明する場合には、アイオニアンも用いられる。